# Тома Јовановић (лекар)
Др Тома Јовановић (Врање, 17. септембар 1899 — Сарајево, фебруар 1987) био је један од првих српских малариолога, лекар и управник у више мединциских установа Србије и Македоније и први директор Хигијенског завода у Врању.

## Биографија
Основну школу и нижу гимназију завршио је у Врању, а четири разреда више гимназије у Скопљу. Медицински факултет у Београду уписао је 1920. године, са првом генерацијом студената. Студије је завршио на Свеучилишту у Загребу 1925. године, а 1926. је промовисан у Доктора медицине. Лекарски стаж обавио је у Државној болници у Београду, а затим радио у Скопљу, Велесу, Лесковцу.
Специјалистичке студије из малариологије завршио је 1931. године у Паризу, код професора др Емила Брумпта (Alexandre Joseph Émile Brumpt) као стипендиста „Лиге народа“ у Женеви.
По повратку са специјализације 1931. године, бива постављен за управника Дома народног здравља у Битољу, а 1933. године за управника Дома народног здравља у свом родном Врању. За време Другог светског рата напушта Врање и одлази за Београд, затим у Хигијенски завод у Нишу, а 1944. године постављен је за главног епидемиолога града Смедерева. Након рата, 1945. године се враћа у Врање, као управник Дома народног здравља, затим управник и директор Хигијенског завода у Врању, где је остао до пензионисања 1961. године. Добитник је бројних признања и награда.
Умро је у Сарајеву, 1987. године, а његови посмртни остаци пренесени су у Врање, по његовој изричитој жељи, где је и сахрањен на Шапраначком гробљу.

## Породица
Отац Томе Јовановића, Мијалко Јовановић „Јежа“, био је председник удружења абаџија Врања. Имао је абаџијску радњу у данашњем центру Врања и у њој је увек радило више калфи и појединих шегрта, који су поред учења заната стицали знања и о породичном животу и економици. Учесник у Колубарској битци 1914.године. Два пута током Првог светског рата извођен на стрељање од стране бугарских окупационих снага.
Мајка Савка, сестра Марија, браћа Ђорђе и Ранко. Старији брат, Ђорђе, преживео је Албанску голготу 1915/16. Млађи брат, Ранко (Стошић) био је мајор  Југословенске војске у отаџбини. У доба окупације био је командант јужног сектора и командант четничког штаба бр. 110. Ослобођење га је затекло у Југославији, али се брзо након ослобођења илегалним каналима пребацује у Италију.

## Школовање
Тома Јовановић је oсновну школу похађао од школске 1906/1907. до 1909/1910. године у Врању.
Гимназију у Врању похађао је од школске 1910/1911. до 1913/1914. године.
По завршетку Првог светског рата, крајем 1918. године уписао је осамнаестомесечни течај при Скопској гимназији, у који су урачунати V, VI, VII и VIII разред гимназије, како би надокнадили изгубљено време школовања. У Скопској гимназији завршио је течај са вишим течајним испитом, школске 1919/1920. године.
Прву годину Медицинског факултета у Београду уписао je 2. XII 1920. године. Сматрајући да је факултет у Загребу старији од београдскога, 27. X 1921. године уписао је другу годину на Медицинском факултету у Загребу.
Апсолвирао на медицини 13.VI 1925.године у Загребу.
Промовисан за Доктора медицинских наука 27. III 1926. године.
По завршеним студијама, решењем Министарства народног здравља од 16. IV 1926. године, постављен за лекара приправника ради одслужења стажа при Државној болници у Београду, у IX групи I категорије.

## Специјализација
Месеца јуна 1931. године, решењем Министарства народног здравља, а на предлог др Андрије Штампара, упућен је као стипендиста „Лиге народа“ на Универзитет у Паризу ради специјализације из малариологије.  Специјализацију је обавио код професора др Емила Брумпта (Alexandre Joseph Émile Brumpt)
Практични део специјализације одржаван је у школи за малариологију у болници Navalmoral de la Matа (Cáceres) у Шпанији.

## Службовања
- Решењем Министарства народног здравља, Н.бр. 12776 од 23. III 1927. године и 31. III 1927. године, постављен за лекара приправника при Тропском институту у Скопљу.
- После рада на сузбијању епидемије шарлаха у Велесу, премештен је из Хигијенског завода у Скопљу за в.д. управника Здравствене станице у Велесу, решењем Министарства здравља О.бр. 7778 од 29. X 1929. године.
- По показаним резултатима на раду код ове Здравствене станице, решењем Министарства здравља О.бр. 6592 од 27. V 1930. године, постављен је за в.д. управника Дома народног здравља у Лесковцу.
- По повратку са специјализације премештен је за управника Дома народног здравља у Битољу, решењем Министарства социјалне политике и народног здравља бр. 21456 од 28. XI 1931. године.
- На сопствени захтев премештен је за управника Дома здравља у Врању, решењем Министарства социјалне политике и народног здравља О.бр. 18342 од 10. IX 1933. године.
- Поред ове дужности, Решењем Министарства социјалне политике и народног здравља О.бр.17746 од 30. VIII 1934. године одређен је и за в.д. управника Санаторијума за туберкулозу у Сурдулици.
- По уласку окупационих трупа у Врање, месеца априла 1941. године, Решењем О.бр. 5251 од 24. VI 1941. године упућен је на рад у Хигијенски завод у Нишу.
- По молби је премештен за лекара здравствене станице у Смедереву, решењем Министарства социјалне политике и народног здравља бр.9046 од 5. IX 1942. године. Ту ради на сузбијању маларије и пегавог тифуса све до ослобођења, месеца октобра 1944. године.
- По наређењу Војног одсека Народног одбора у Смедереву, бр. 5 од 10. XI 1944. године, бива мобилисан и постављен за епидемиолога града Смедерева.
- По наређењу Повереништва народног здравља у Београду бр.181 од 10. I 1945. године, мобилисан је и упућен на терен ради сузбијања пегавог тифуса на територији округа Београдског.
- Одлуком Председништва АСНОС-а, О.бр.1409 од 10. II 1945. године преузет је за шефа одсека за маларију и паразитологију Хигијенско-епидемиолошког одељења Повереништва народног здравља.
- На захтев Окружног одбора у Врању, а по свом пристанку, решењем Повереништва здравља Србије О.бр. 3171 од 12. III 1945. године премештен је за управника Дома народног здравља у Врању.

За време свог службовања радио је и као:
-         члан Савезне комисије за сузбијање и искорењивање маларије,
-         Републички санитарни инспектор,
-         санитарни инспектор Среза Врање,
-         народни одборник Среза Врање,
-         председник Савета за народно здравље Среза Врање,
-         председник Управног одбора Болнице у Врању,
-         председник Среског одбора Црвеног крста у Врању,
-         члан инвалидске и пензионе комисије у Врању,
-         члан Управног одбора основне школе „Вук Караџић“ у Врању,
-         члан Комисије за санитарну технику,
-         члан Комисије за стручни надзор здравствених установа,
-         члан Комисије за преглед пројеката стамбених зграда, водовода и др.
Пензионисан је 1961. године као управник Завода за здравствену заштиту Врања.

## Награде и одликовања
- Одликован Орденом Светог Саве V реда
- Златни Крст - признање за залагање у раду Црвеног Крста, 9. V 1957. године;
- Захвалност Савезног Завода за здравствену заштиту и Саветника Светске здравствене организације, ing. Carmine Ferullo, за постигнуте резултате у погледу искорењивања маларије у Југославији - 18. IX 1963. године, 0505 бр. 68/326.
- Плакета Српског лекарског друштва за рад у Подружници Српског лекарског друштва – 1962. године;
- Јубиларна похвала (1944-1964) Главног одбора Црвеног Крста;
- Диплома о седмосептембарској награди од стране Скупштине општине Врање од 7. IX 1969. године, као израз друштвеног признања за изузетне резултате у области здравства.
- Плакета Ослобођења Врања од стране Скупштине општине Врање, предата 7. IX 1974. године;
- Завод за здравствену заштиту у Врању поводом 50-годишњице оснивања и рада превентивне здравствене организације у Врању - Плакету у знак захвалности за дугогодишњу сарадњу и допринос у остваривању здравствене заштите становништва на подручју Завода за здравствену заштиту Врање
- Плакета UNICEF-a - 18. XII 1986. године, поводом 40 година UNICEF-а.[3]